# Военна граница
Военната граница е de facto исторически обособила се област по време на стогодишната хърватско-османска война през 15-16 век и просъществувала до 19 век (официално през годините 1530 – 1882).
В края 18 и през 19 век в южните предели на Хабсбурската империя получава и de jure особен граничен статус при Мария Терезия. Създаването ѝ като буферна зона от южнославянски федерати, бранещи територията на Свещената Римска империя, започва Фердинанд I. Населението ѝ срещу определени привилегии (освобождаване от фискални задължения) е задължено да защитава територията на Свещената Римска империя, и наследилата я Австрийска империя, от османски нападения.

През отделните исторически периоди, вследствие от териториалните промени по договореностите след Австро-турските войни, Военната граница обхваща различни земи и области от днешна Австрия, Словения, Хърватия, Унгария, Сърбия (Войводина) и Румъния (Банат и Трансилвания).